# Западноафриканская почтовая конференция
Западноафрика́нская почто́вая конфере́нция (фр. Conference des Posts de L’Afrique de L’Ouest; англ. West African Postal Conference) — международная организация, учреждённая в 2001 году в качестве форума для почтовых администраций стран Западной Африки.

## Государства-участники
По состоянию на 2017 год, в состав организации входят 15 государств-участников:
- Бенин (La Poste du Bénin)
- Буркина-Фасо (SONAPOST[англ.])
- Гамбия (Gambia Postal Services Corporation[англ.])
- Гана (Ghana Post[англ.])
- Гвинея (Office de la poste guinéenne)
- Гвинея-Бисау (Correios da Guiné-Bissau[англ.])
- Кабо-Верде (Correios de Cabo Verde)
- Кот-д’Ивуар (La Poste (Кот-д’Ивуар)[англ.])
- Либерия (Министерство почты и телекоммуникаций Либерии[англ.])
- Мали (Office national des postes du Mali[англ.])
- Нигер (Niger Poste[англ.])
- Нигерия (Nigerian Postal Service)
- Сенегал (La Poste Senegal)
- Сьерра-Леоне (Sierra Leone Postal Services[англ.])
- Того (La Poste du Togo[англ.])